# Nguyễn Văn Cừ (phường)
Nguyễn Văn Cừ là một phường cũ thuộc thành phố Quy Nhơn, tỉnh Bình Định, Việt Nam.

## Địa lý
Địa giới hành chính phường Nguyễn Văn Cừ:
Phía Đông giáp biển Đông
Phía Tây giáp phường Quang Trung
Phía Nam giáp phường Ghềnh Ráng
Bắc giáp phường Ngô Mây.
Tổng diện tích 1,43 km².
Dân số tương đối đông, có 3.341 hộ dân với 12.651 nhân khẩu (tính đến hết quý I, 2017).

## Hành chính
Phường Nguyễn Văn Cừ được chia thành 9 khu vực: 1, 2, 3, 4, 5, 6, 7, 8, 9.
Theo Nghị quyết số 1664/NQ-UBTVQH15 năm 2025, trên cơ sở giải thể thành phố Quy Nhơn, sáp nhập tỉnh Bình Định vào tỉnh Gia Lai và thực hiện hợp nhất toàn bộ diện tích tự nhiên và dân số của các điạ phương Ngô Mây, Nguyễn Văn Cừ, Quang Trung và Ghềnh Ráng thuộc thành phố Quy Nhơn thành phường Quy Nhơn Nam.

## Điều kiện tự nhiên
Địa hình phường bằng phẳng, có bờ biển dài gần 1 km, nhà cửa dân cư bố trí tập trung với nhiều dãy nhà cao tầng khang trang được nối liền ngang dọc bởi nhiều đường lớn, tạo thế liên hoàn giữa các khu vực.